# ありがとう (宇都美慶子の曲)
「ありがとう」は、1995年2月 - 3月に、NHKの音楽番組『みんなのうた』で1995年2月 - 3月に放送された楽曲。CDのタイトルは「ありがとう　～お父さん、お母さん～」。

## 概要
作詞・作曲：宇都美慶子、編曲：萩田光雄、歌：宇都美慶子。
- 父親と母親に感謝を伝える曲。親元を離れた「私」が1番では父親、2番では母親に向けて感謝を伝えている。

- 『みんなのうた』では当時1曲あたり2分20秒弱で放送していたため、オリジナルの歌詞を交えた2番のみ放送された[1]。このため父親は登場しない。

- 映像は常連の南家こうじによるアニメーション。

- 宇都美10枚目のシングル「愛について私が知ってる2、3の事」のB面に収録。
- 2010年に同番組で放送された「ありがとう」（作詞・作曲：藤巻亮太、歌：レミオロメン）とは異なる。